# Jinggongqiao (köpinghuvudort i Kina, Jiangxi Sheng, lat 29,75, long 117,21)
Jinggongqiao är en köpinghuvudort i Kina. Den ligger i provinsen Jiangxi, i den sydöstra delen av landet, omkring 180 kilometer nordost om provinshuvudstaden Nanchang. Antalet invånare är 14 918. Befolkningen består av 7 336 kvinnor och 7 582 män. Barn under 15 år utgör 17,0 %, vuxna 15-64 år 74 %, och äldre över 65 år 7,0 %.
Runt Jinggongqiao är det ganska tätbefolkat, med 96 invånare per kvadratkilometer. Jinggongqiao är det största samhället i trakten. I omgivningarna runt Jinggongqiao växer i huvudsak blandskog.
Genomsnittlig årsnederbörd är 2 520 millimeter. Den regnigaste månaden är juni, med i genomsnitt 438 mm nederbörd, och den torraste är oktober, med 61 mm nederbörd.